# 神戸製鋼所神戸線条工場

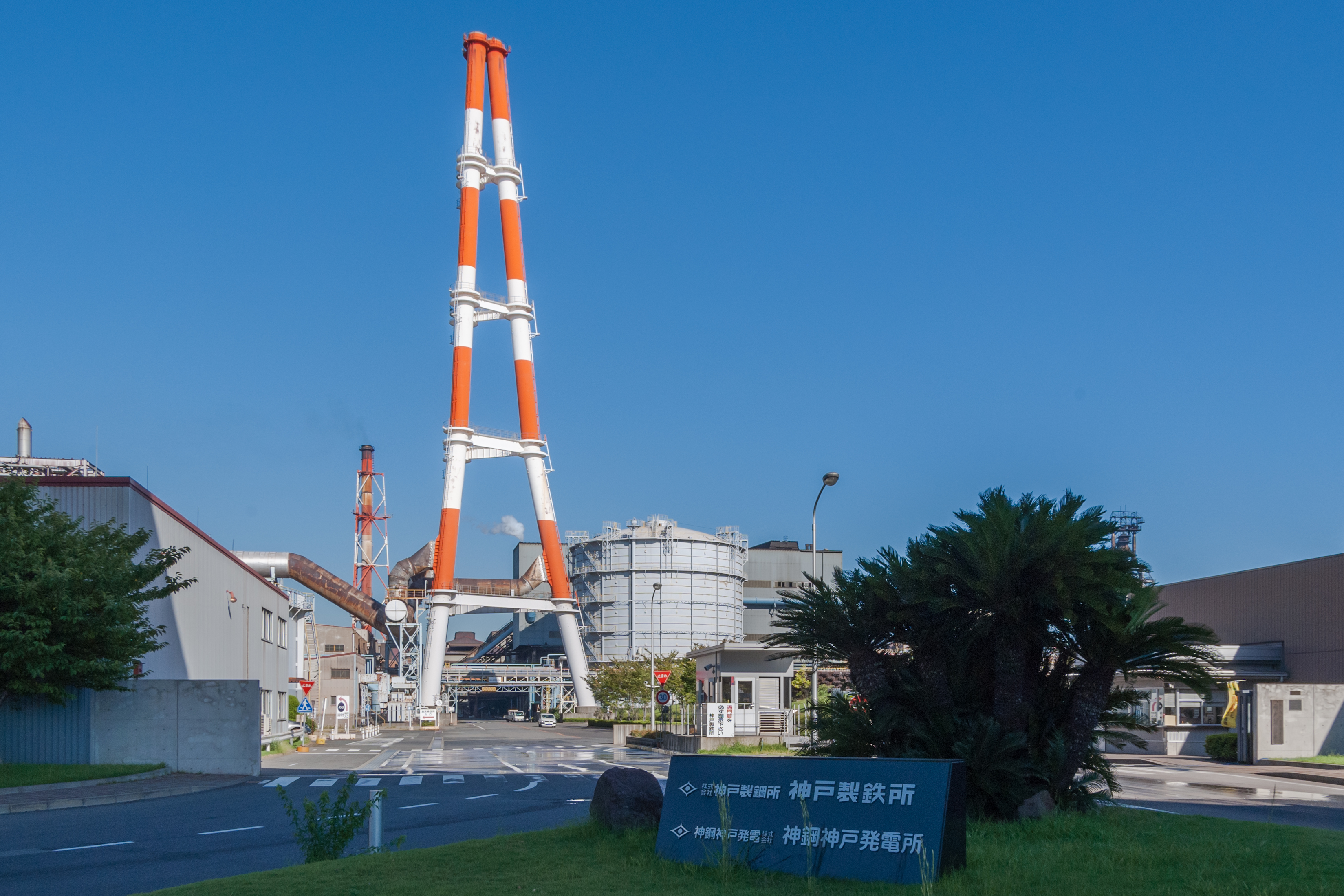
神戸線条工場西門

神戸製鋼所神戸線条工場（こうべせいこうしょこうべせんじょうこうじょう）は兵庫県神戸市灘区にある神戸製鋼所の線材や棒鋼の圧延に特化した圧延工場である。工場長は浜田努。

## 概要
神戸港に面する兵庫県神戸市灘区灘浜東町2に神戸線条工場がある。敷地面積は約107万m²、従業員数は約1300人。主な生産品は、自動車向け部品の素材となる線材と棒鋼である。
敷地内に神戸発電所（出力140万kW）を併設し、IPP事業も行っている。
かつては高炉が1基あり年間約130万トン程度の粗鋼生産能力を有していたが、2017年10月31日で高炉が停止された。以後基本的に同社加古川製鉄所から半成品の供給を受け、ばねやボルトなどの材料となる線材や棒鋼に圧延する。
高炉跡地には新たな石炭火力発電設備を建設し、2022年に3号機、2023年に4号機の営業運転を開始している。

## 沿革

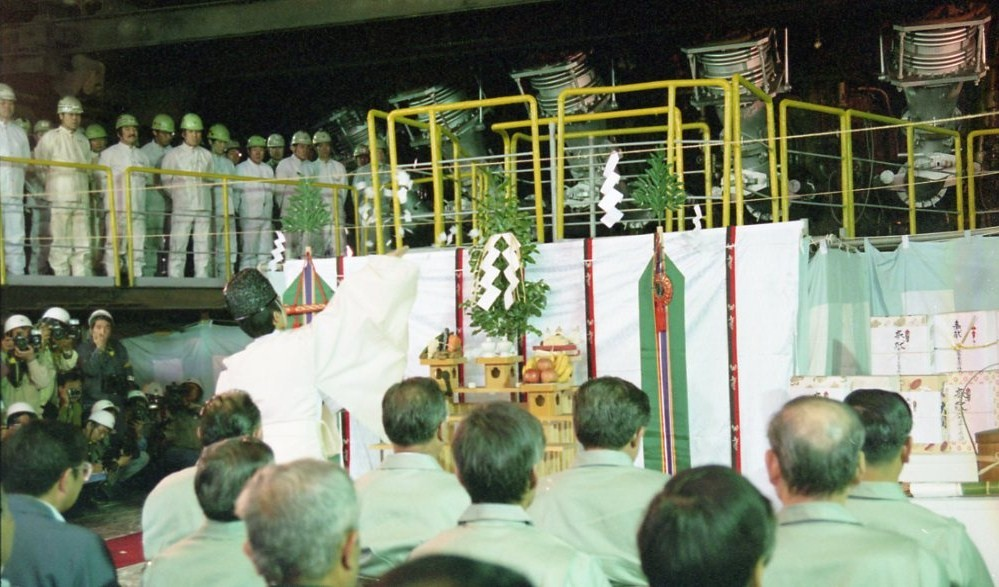
1995年4月2日に行われた第3高炉の再「火入れ式」。

- 1959年（昭和34年）1月 - 神戸製鉄所を新設。
- 1995年（平成7年）1月17日 - 阪神・淡路大震災で甚大な被害を受ける。
- 2007年（平成19年）12月 - 第3高炉の改修工事が完了。
- 2017年（平成29年）10月31日 - 第3高炉を停止。1959年1月以来58年10ヶ月続いた高炉の火が消えた[2]。
- 2020年（令和2年）4月1日 - 神戸線条工場に改称[3]。

## 生産品
- 線材
- 棒鋼

## アクセス
- JR西日本 六甲道駅から徒歩約15分。
- 阪神電鉄 新在家駅から徒歩約7分。